# Cystomutilla teranishii
Cystomutilla teranishii (лат.) — вид ос-немок рода Cystomutilla из подсемейства Sphaeropthalminae.

## Распространение
Корея, Япония.

## Описание
Мелкие пушистые осы (менее 1 см: самки от 5 до 8 мм, самцы от 7,5 до 12 мм). От близких видов отличается вогнутым клипеусом, несущим два бугорка в передней части, удлинённой в задней части головой (позади глаз), чёрной головой самок.  Форма глаз полусферическая, их внутренний край без выреза. Бок среднегруди выпуклые и она шире, чем промежуточный сегмент. Глаза неопушенные. Предположительно, как и близкие виды паразитоиды пчёл и ос.